# 圆满佳期
《圆满佳期》，是一部Boommax制作公司拍摄的Tonton中秋节特备网络电影，由林绿、小喵、朱畯丞、陈汶鍹、邓合利领衔主演。
《圆满佳期》讲述水火难容的两婆媳，因为一场际遇，让原本拘谨疏离的婆媳关系产生了微妙变化，收获意想不到的美好。小喵在戏中饰演一名年近60岁的传统娘惹妇女花姨，“我最大的挑战是让自己变得更老，不化妆、不擦防晒，还要有白头发、黑眼圈、黑斑等，才能更好地体现角色的特征。” 不过，她形容花姨和一般的老人家不一样，“她过着自力更生、自得其乐的生活，这也是我向往的晚年生活。” 首次与小喵合作的林绿也大赞对方敬业，“不管拍摄有多累，她总能在工作中保持最佳状态。”

## 故事剧情
人与人之间，能走进生命是一种缘分。
花姨（小喵 饰）靠贩卖传统娘惹糕点持家，是一名有着精湛厨艺的传统妇女。媳妇Elly（林绿 饰）是新时代女性，独立但不熟家务，重心都放在事业上。两个不同年代和背景但性格同样强硬的婆媳，因为一场意外而遇上，原本拘谨疏离的婆媳关系因此产生了微妙的变化......
Elly（林绿 饰）与立峰（朱俊丞 饰）是一对在城市中拼搏的年轻夫妻。个性大剌剌的Elly执行力强，事业心旺盛，堪称女强人；立峰向来负责家务，但在疫情期间，他成功转型为“投资金童”。立峰的母亲花姨（小喵 饰）则是一位传统妇女，专注于传承娘惹糕点的技艺。
一天，花姨不慎烫伤双手，立峰无法回乡，只好请求Elly前去照顾。Elly虽不擅长照顾老人和做家务，但为了丈夫还是勉为其难地答应了。此前，Elly和花姨之间只透过立峰来往，关系较为疏远。而今，两人生活在同一屋檐下，但却拥有不同的价值观和态度，气氛显得尴尬且紧张。庆幸的是，花姨的邻居兼青梅竹马好友八哥（邓合利 饰），以及他的孙女筱童（陈汶瑄 饰）的出现，缓解了紧张的气氛。另一方面，花姨想教媳妇制作娘惹糕点，可Elly一直学不会......

## 演员阵容
| 演員   | 角色   | 介紹                                    |
| ------ | ------ | --------------------------------------- |
| 林绿   | 黄爱莉 | Elly 立峰的妻子，花姨的媳妇。           |
| 小喵   | 郑美花 | 花姨 立峰的妈妈，Elly的家婆。           |
| 朱畯丞 | 周立峰 | 花姨的儿子，Elly的丈夫。                |
| 陈汶鍹 | 梁筱童 | 八哥的外孙女                            |
| 邓合利 | 梁亚八 | 八哥 花姨的青梅竹马兼邻居，筱童的外公。 |

## 歌曲
| 曲序 | 曲目             |               | 作曲        | 演唱        | 时长 |
| ---- | ---------------- | ------------- | ----------- | ----------- | ---- |
| 1.   | 月圆圆（主题曲） | 黎志鸿/甄楚彤 | Yuki 李芸仪 | Shio 郭修彧 | 3:00 |

## 注明
- Tonton （页面存档备份，存于）《圆满佳期》在线收看电影播出